# MMSI
Het MMSI-nummer (Maritieme Mobile Service Identiteit-nummer) is een uniek getal van negen cijfers dat een radiostation of groep van stations identificeert. Bij het uitzenden van een DSC-boodschap wordt het MMSI-nummer automatisch meegezonden. Het is een doelmatig middel om opsporings- en reddingsacties (Search and Rescue) snel van start te laten gaan. Men kan tevens boodschappen adresseren aan stations door middel van hun MMSI-nummer. Het MMSI-nummer heeft een standaardformaat (zoals een telefoonnummer) en geeft informatie over het stationstype, het land van registratie en de identiteit van het schip. In België houdt het BIPT deze database bij, in Nederland is dit de RDI.
MMSI is een deel van het GMDSS (Global Maritime Distress and Safety System). Het MMSI-nummer is vergelijkbaar met ATIS. In principe was ATIS voor binnenvaart en MMSI voor de zeevaart. Maar met de komst van Inland-AIS wordt het MMSI-nummer ook gebruikt in de binnenvaart.
Het MMSI bevat een 3-cijferige landcode, de Maritime Identification Digits (MID). Deze landcodes worden toegewezen door de ITU. De in Nederland uitgegeven nummers beginnen met 244, 245 en 246. België gebruikt 205.

## Structuur van een MMSI-nummer
Het eerste stuk van het MMSI-nummer geeft aan wat voor soort station het identificeert. Een schip is herkenbaar aan een MMSI zonder voorloopnullen (bijvoorbeeld 244999999), een groep aan één voorloopnul (bijvoorbeeld 024499999) en een walstation aan twee voorloopnullen (bijvoorbeeld 002449999). Deze indeling is bepaald in de ITU Aanbeveling M.585.
In de volgende tabel staat MID voor de driecijferige landcode.
| MMSI      | Soort station                                     |
| --------- | ------------------------------------------------- |
| MIDnnnnnn | Schip                                             |
| 0MIDnnnnn | Groep van schepen                                 |
| 00MIDnnnn | Walstation                                        |
| 111MIDnnn | Reddingsvliegtuig of -helikopter                  |
| 8MIDnnnnn | VHF-Portofoon met DSC en satelliet-plaatsbepaling |
| 970nnnnnn | AIS-SART                                          |
| 972nnnnnn | AIS en/of DSC man-overboord device                |
| 974nnnnnn | AIS-EPIRB                                         |
| 98MIDnnnn | Vaartuigen behorende bij een moederschip          |
| 99MIDnnnn | Vast navigatiehulpmiddel                          |

Bij de codes 970, 972 en 974 bestaan de resterende cijfers uit een tweecijferige fabrikantcode en een viercijferig volgnummer.